# MAS1L
MAS1L (англ. MAS1 proto-oncogene like, G protein-coupled receptor) – білок, який кодується однойменним геном, розташованим у людей на короткому плечі 6-ї хромосоми. Довжина поліпептидного ланцюга білка становить 378 амінокислот, а молекулярна маса — 42 411.
| 10         |  | 20         |  | 30         |  | 40         |  | 50         |
| ---------- |  | ---------- |  | ---------- |  | ---------- |  | ---------- |
| MVWGKICWFS |  | QRAGWTVFAE |  | SQISLSCSLC |  | LHSGDQEAQN |  | PNLVSQLCGV |
| FLQNETNETI |  | HMQMSMAVGQ |  | QALPLNIIAP |  | KAVLVSLCGV |  | LLNGTVFWLL |
| CCGATNPYMV |  | YILHLVAADV |  | IYLCCSAVGF |  | LQVTLLTYHG |  | VVFFIPDFLA |
| ILSPFSFEVC |  | LCLLVAISTE |  | RCVCVLFPIW |  | YRCHRPKYTS |  | NVVCTLIWGL |
| PFCINIVKSL |  | FLTYWKHVKA |  | CVIFLKLSGL |  | FHAILSLVMC |  | VSSLTLLIRF |
| LCCSQQQKAT |  | RVYAVVQISA |  | PMFLLWALPL |  | SVAPLITDFK |  | MFVTTSYLIS |
| LFLIINSSAN |  | PIIYFFVGSL |  | RKKRLKESLR |  | VILQRALADK |  | PEVGRNKKAA |
| GIDPMEQPHS |  | TQHVENLLPR |  | EHRVDVET   |  |            |  |            |

A: Аланін

C: Цистеїн

D: Аспарагінова кислота

E: Глутамінова кислота

F: Фенілаланін

G: Гліцин

H: Гістидин

I: Ізолейцин

K: Лізин

L: Лейцин

M: Метіонін

N: Аспарагін

P: Пролін

Q: Глутамін

R: Аргінін

S: Серин

T: Треонін

V: Валін

W: Триптофан

Кодований геном білок за функціями належить до рецепторів, g-білокспряжених рецепторів, білків внутрішньоклітинного сигналінгу. 
Локалізований у клітинній мембрані, мембрані.